# 淡花黄堇
淡花黄堇（学名：Corydalis trachycarpa var. octocornuta）为罂粟科紫堇属下的一个变种。

## 扩展阅读
- 維基物種上的相關：淡花黄堇